# Stadio Miguel Sancho
Lo stadio Miguel Sancho (Estadio Miguel Sancho in spagnolo) è un impianto sportivo della città argentina di Córdoba. Ospita le partite interne del Racing di Córdoba ed ha una capienza di 18 000 posti.

## Storia
Fu inaugurato il 27 maggio 1948 con un'amichevole tra il Racing ed il Belgrano.